# 多棘海盤車
多棘海盤車（學名：Asterias amurensis）是一種原産於中國、日本、韓國和俄羅斯沿岸的海星。 後來被船隻攜帶，引入了塔斯馬尼亞島、阿拉斯加、歐洲和緬因州附近海域。 在許多地區它都是入侵物種，更是世界百大外來入侵種之一。
多棘海盤車對入侵地的生態和經濟都有重大影響，它既捕食幼年雙殼綱生物從而對當地經濟捕撈產生影響，也造成了一些瀕危物種的數量衰退。 即使是在原產地日本，當地海洋養殖業每年也還會花去上百萬美元來控制多棘海盤車的擴張。